# Anseropoda pellucida
Anseropoda pellucida är en sjöstjärneart som först beskrevs av Alcock 1893.  Anseropoda pellucida ingår i släktet Anseropoda och familjen Asterinidae. Inga underarter finns listade i Catalogue of Life.